# پدر که ناخلف افتد
پدر که ناخلف افتد فیلمی به کارگردانی و نویسندگی محمدکریم رکنی محصول سال ۱۳۵۱ است.

## خلاصه داستان
دو مرد سوار بر کامیون به داستان شب گوش می‌دهند: حیدر (جمشید مشایخی) به همسر (گیتی فروهر) و دخترش پروانه (پوری بنائی) بی اعتناست و با پناه بردن به الکل بدهی سنگینی بالا می‌آورد و به زندان می‌افتد. مشهدی (رضا بنی احمد) مزاحم خانوادهٔ او می‌شود و پسرش مهران (یدی) پروانه را اغفال می کند. دختر و پسر کوچکش شاپرک (الهه شاکری) و رهبر (رهبر غفاری) آوارهٔ کوچه و خیابان می‌شوند، و پروانه با آمبولانسی تصادف می‌کند. دکتر کامیار (سعید کامیار)، پس از معالجه، با او ازدواج می‌کند. شاپرک در تصادف اتومبیل کشته می‌شود و پروانه پدرش را در گورستان می‌یابد. حیدر مهران را که مسبب سیه روزی خانواده اش می‌داند به قتل می‌رساند و خود را به پلیس معرفی می‌کند. او به پانزده سال حبس محکوم می‌شود، و رهبر که کارش کف زنی است بر اثر حادثه‌ای سر راه دکتر کامیار و خواهرش قرار می‌گیرد و زندگی جدیدی را در کنار آن‌ها آغاز می‌کند.

## بازیگران
- جمشید مشایخی
- پوری بنایی
- سعید کامیار
- یدالله محمدی‌نژاد
- رضا عارفان
- محمدتقی کهنمویی
- ایران قادری
- رهبر غفاری
- رضا بنی احمد
- شعبان شهری
- گیتی فروهر
- تکسایه
- کارمن
- بهاره
- لیدا
- علی زاهدی
- نادر صغیری
- صفاریان
- وفا
- جعفر پهلوان
- الهه شاکری
- نعمت‌اله گرجی